# Wundränder (Buch)
Wundränder ist ein Roman des Südtiroler Schriftstellers Sepp Mall, der erstmals 2004 im Haymon-Verlag erschien.

## Form
Es gibt zwei Erzählstränge, die parallel nebeneinander verlaufen und lose über das Thema der Sprengstoffanschläge in den 1960er-Jahren miteinander verbunden sind.
Der erste Handlungsstrang wird aus der Er-Perspektive des zwölfjährigen Paul erzählt, dessen Vater eines Tages verhaftet wird. Die zweite Geschichte wird aus der Ich-Perspektive einer jungen Frau (Johanna) erzählt, die mit ihrem stotternden Bruder Alex vor ihren autoritären Eltern in die Stadt flüchten.
Die beiden Protagonisten Paul und Johanna ahnen nichts vom Doppelleben ihrer Familienangehörigen, sind daher nur indirekt mit den Attentaten verbunden. Im Verlauf der Geschichte kreuzen sich die Leben von Paul und Johanna, ohne dass beiden ihr ähnliches Schicksal bewusst ist.

## Inhalt

### Handlung
Die Geschichte spielt in Südtirol in den 1960er Jahren. Der Junge Paul erzählt, dass sein Vater überraschend und unerklärlicherweise inhaftiert wurde. Seine Mutter steht kurz davor, völlig zusammenzubrechen und wird von einem ehemaligen Arbeitskollegen des Vaters unterstützt. Weder die Mutter, noch die ältere Schwester Maria wollen Paul die Gründe für die Inhaftierung erklären. Pauls bester Freund Herbert ist genauso ahnungslos, nur seine italienische Freundin Stella fragt ihn einmal, ob Pauls Vater tatsächlich ein Attentäter sei, was der Junge jedoch abstreitet.
Als der Vater aus der Haft zurückkehrt, ist er völlig verändert und verlässt das Haus nicht mehr. Die Familie ist inzwischen in das Stadtviertel Harlem umgezogen, das vor allem von Italienern bewohnt wird. Eines Tages steht auf der Hauswand das Wort „Verräterschwein“. Ein einziges Mal wird der Vater wütend, als er erfährt, dass Maria mit einem italienischen Soldaten befreundet ist. Am Ende begeht der Vater vermutlich Selbstmord.
Der zweite Handlungsstrang wird von Johanna erzählt. Johanna hat immer ihren Bruder Alex, der von seinem Stottern gequält wird, ergriffen. Die beiden verlassen ihr autoritäres Zuhause und ziehen in die Stadt, wo Johanna als Krankenschwester und Alex als Handwerker arbeiten. Alex nabelt sich in dieser Zeit immer mehr von seiner Schwester ab, findet Freunde und beginnt sein eigenes Leben zu leben.
Seine Schwester leidet darunter, hält sich aber zurück und will sich nicht zu viel in die Angelegenheiten des Bruders einmischen. Eines Tages schenkt ihr Alex einen Hund, damit sie sich nicht mehr so einsam fühlt. Sie freundet sich mit der Tochter von Alex’ Chef an, die sich in Alex  verliebt hat. Schließlich kommt Alex bei dem Versuch, ein Denkmal in die Luft sprengen, ums Leben. Das Doppelleben ihres Bruders bleibt ihr unbegreiflich. Am Ende trifft sie Paul, in dem sie ihren Bruder wiedererkennt und ihre mütterlichen Gefühle erwachen aufs Neue.

## Historischer Hintergrund
Als historischer Hintergrund des Buches gelten die 60er Jahre in Südtirol, die durch den Unabhängigkeitskampf Südtirols von Italien gekennzeichnet waren. Nach jahrzehntelanger Unterdrückung der deutschsprachigen Südtiroler kam es in den 60er Jahren zu einer Radikalisierung durch Aktivisten, die Sprengstoffanschläge organisierten, die in der „Feuernacht“ ihren Höhepunkt mit der Sprengung von 34 Strommasten fand.

## Titel
Der Begriff Wundrand ist ein Begriff aus der Medizin, der den Heilungsprozess einer Wunde bezeichnet.

## Ausgaben
- Sepp Mall: Wundränder. Erstausgabe. Haymon-Verlag, Innsbruck-Wien 2004. ISBN 3-85218-458-4.
- Sepp Mall: Wundränder. Sonderausgabe Innsbruck liest. Haymon-Verlag, Innsbruck-Wien 2005.
- Sepp Mall: Wundränder. Haymon-Taschenbuch 75. Haymon-Verlag, Innsbruck 2011. ISBN 978-3-85218-875-1.
- Sepp Mall: Ai margini della ferita. [Orig.: Wundränder]. Ins Italienische übersetzt von Sonia Sulzer. Keller-Verlag, Rovereto 2014. ISBN 978-88-89767-52-8.